# Baguenaudier
Pour l’article homonyme, voir Jeu du baguenaudier.
Colutea arborescens
Espèce
Classification phylogénétique
Le Baguenaudier, aussi appelé Baguenaudier arborescent ou Arbre à vessies (Colutea arborescens), est une espèce de plantes à fleurs de la famille des Fabacées (ou Légumineuses). C'est un arbrisseau qui se caractérise par ses fruits, nommés "baguenaudes", qui sont des gousses brun rougeâtre qui enflent à maturité et deviennent translucides. D'où le nom populaire d'Arbre à vessies qui lui est parfois donné.
Les fleurs, jaunes, sont papilionacées. On distingue deux sous-espèces :
- subsp. arborescens
- subsp. gallica

## Nomenclature et étymologie
La première description botanique est l’œuvre de Carl von Linné sous le nom de Colutea arborescens dans Species Plantarum 2: 723 en 1753.
Le nom de genre Colutea est tiré du latin coluteum et du grec κολυτέα – kolutea (Théophraste III, 14 4) désignant précisément l’espèce « Colutea arborescens ».
L’épithète spécifique arborescens signifie « en forme d’arbre, arborescent », du latin arbor « arbre ».

## Description
C'est un arbrisseau très ramifié, pouvant atteindre trois mètres, généralement plus petit (0,5 à 1 m), non épineux.
Les feuilles caduques imparipennées comportant de à 3-5 paires de folioles obovales ou obcordées, entières à nombreuses nervures.
Fleurs groupées en petits racèmes (rarement plus de cinq fleurs par inflorescence). Petit calice tubulé à cinq dents. Corolle jaune papilionacée, avec un étendard largement déployé, portant souvent à sa base deux taches à contour brunâtre. Courtes ailes entourant une carène en bec ascendant.
Les fruits sont des gousses de 5 à 7 cm, qui enflent et deviennent translucides à maturité, passant du vert jaunâtre au brun-rouge.
Cet arbre se marcotte naturellement facilement.
Le baguenaudier est la seule plante hôte d’un papillon : l’azuré du baguenaudier (Iolana iolas).

## Écologie et habitat
Selon POWO, l ’aire de répartition naturelle de cette espèce est l’Europe centrale et méridionale. Il est natif de Espagne, France, Allemagne, Suisse, Tchéquie, Slovaquie, Hongrie, Italie, Roumanie, Albanie, Turquie européenne, ex-Yougoslavie, Grèce. Il a été introduit en Europe orientale, Caucase, Chine et Amérique.
En France, il est assez courant dans les garrigues méditerranéennes (sol calcaire), surtout à l'étage collinéen, présent également en montagne jusqu'à 1 500 mètres. Il est plus rare dans le reste de l'Europe occidentale et de la France, où on peut le rencontrer sur les coteaux ensoleillés de l'Est, du Massif central et du Centre. Ailleurs, il est naturalisé ou subspontané. Ainsi sur les flancs du Terril de Pinchonvalles à Givenchy en Gohelle grâce au microclimat des pentes de couleurs noires des baguenaudiers poussent dans l'ex bassin minier du Pas-de-Calais.
- Floraison : mai à juillet
- Pollinisation : entomogame
- Dissémination : barochore

En Suisse, on le rencontre principalement en Valais et au Tessin.

## Utilisation
Les graines ont des vertus purgatives qui lui valent aussi le nom de séné bâtard.

## Vocabulaire
Le mot « baguenaudier » vient du provençal baganaudo, dérivé du latin baca, baie.
Le verbe « baguenauder » signifie « S'amuser à des choses vaines et frivoles » en référence aux enfants qui s'amusent à éclater des baguenaudes. Ce verbe deviendra mystérieux et populaire avec la chanson de la publicité pour le fromage Belle des champs de Richard Gotainer en 1982 : Tu baguenaudes dans les pâturages...
Le jeu du baguenaudier est un casse-tête inventé par Jérôme Cardan ; le mathématicien Édouard Lucas lui a consacré une étude détaillée dans ses Récréations Mathématiques.